# HC Škoda Plzeň
Le HC Škoda Plzeň est un club de hockey sur glace de Tchéquie basé à Plzeň dans la région de Pilsen et qui évolue actuellement dans l'Extraliga (plus haute division tchèque).
Fondé en 1929, en tant que section hockey sur glace du Viktoria Plzeň, il a accédé pour la première fois à la première division tchécoslovaque en 1951.

## Historique
L'équipe remporte le titre de champion de République tchèque en 2012-2013. Elle est alors constituée des joueurs suivants : 
- Gardiens de but : Marek Mazanec, Adam Svoboda, Dominik Halmoši
- Défenseurs : Dominik Boháč, Tomáš Frolo, David Havíř, Jiří Hanzlík, Jakub Houfek, Jakub Jeřábek, Vojtěch Mozík, Jakub Ruprecht, Dan Růžička, Tomáš Slovák, Nicolas St-Pierre, Jaroslav Špaček
- Attaquants : Jozef Balej, Michal Dvořák, Martin Heřman, Ryan Hollweg, Nicholas Johnson, Pavel Kašpařík, Jan Kovář, Ondřej Kratěna, Jakub Lev, Patrik Petruška, Václav Pletka, Pavel Sedláček, Jan Schleiss, Martin Straka, Petr Vampola, Tomáš Vlasák
- Entraîneurs : Milan Razým, Michal Straka, Jaroslav Špaček et Rudolf Pejchar[3].

Jan Kovár est élu meilleur joueur de la saison tandis que Tomáš Slovák est désigné défenseur de l'année

## Différents noms de l'équipe

Ancien logo de l'équipe

Les équipes de hockey de l'Extraliga sont connues sous le nom de leur sponsor qui peut changer périodiquement. 
- 1929 – section hockey du SK (Sportovní klub) Viktoria Plzeň
- 1948 – Sokol Plzeň IV
- 1949 – ZSJ Škodovy závody
- 1952 – ZSJ Leninovy závody
- 1953 – Spartak Plzeň LZ
- 1965 – TJ Škoda Plzeň
- 1991 – HC Škoda Plzeň
- 1994 – HC Interconnex Plzeň
- 1995 – HC ZKZ Plzeň
- 1997 – HC Keramika Plzeň
- 2003 – HC Lasselsberger Plzeň
- 2009 - HC Plzeň 1929
- 2012 - HC Škoda Plzeň